# Římskokatolická farnost Velký Újezd u Olomouce
Římskokatolická farnost Velký Újezd u Olomouce je územní společenství římských katolíků v obci Velký Újezd s farním kostelem svatého Jakuba Staršího. Kromě městyse Velký Újezd spadají pod farnost ještě sousední obce Daskabát, Výkleky a Staměřice, část Dolního Újezdu.

## Farní kostel svatého Jakuba Většího
Fara doložena už roku 1301 jako součást děkanátu Lipník nad Bečvou v olomouckém arcijáhenství. Asi koncem 15. století byl Pernštejny vystavěn ve Velkém Újezdě kostel, z něhož se zachovala spodní část. Ten sloužil v 16. století protestantské bohoslužbě. Roku 1622 farnost zanikla a městečko Velký Újezd bylo v letech 1623 až 1737 přifařeno do Oseku nad Bečvou. Zdejší kostel byl v těchto letech užíván jako kaple Panny Marie. Roku 1737 zde byla obnovena administratura a roku 1744 i celá farnost. Stavba nového kostela začala roku 1749, dokončena byla v roce 1751.

## Faráři a administrátoři ve Velkém Újezdě
- 1301 – Mikuláš (Nicolaus)
- 1551 – Jiljí Sýkora
- 1564 – Matyáš (Matěj)
- 1616 – Jan Siscinius
- 1623 – 1625 Felix, farnost přenesena do Oseku nad Bečvou
- 1639 – 1642 Pavel Peša, farář osecký
- 1643 – 1651 městečko bylo zpustošeno a vylidněno
- 1652 – 1666 Václav Kyselý, farář osecký
- 1666 – 1672 Matěj Slováček, farář osecký
- 1672 – 1682 Martin Málek, farář osecký
- 1682 – 1695 Václav Popp, farář osecký, 1693 založil nejstarší dochovanou matriku se zápisy křtů, sňatků a úmrtí z Vel. Újezda
- 1695 – 1706 František Knapp, farář osecký
- 1706 – 1729 Petr Pavel Odlapa, farář osecký
- 1729 – 1732 Tomáš Böhm, farář osecký
- 1732 – 1737 J. A. Lihovský, farář osecký
- 1737 – 1759 František Ignác Schmidt, nejdřív administrátor, od 1744 obnovil velkoújezdskou farnost
- 1759 – 1762 Ignác Kouřil
- 1762 – 1789 Karel Josef Schenk
- 1789 – 1814 Josef Procházka
- 1814 – 1870 Ignác Procházka, synovec předchozího
- 1870 – 1879 Fabián Hoffmann
- 1879 – 1898 Klement Doleček
- 1898 – 1928 Antonín Koutný
- 1928 – 1956 František Fučík
- 1956 – 1975 Stanislav Svoboda
- 1975 – 1980 Vincenc Randa, současně farář tršický
- 1980 – 1989 Josef Tabach, současně farář tršický
- 1989 – 1990 Stanislav Zwyrtek, současně farář tršický
- 1990 – 2002 Jaroslav Machač, současně farář tršický
- 2003 – 2013 František Pěnčík, současně farář tršický a doloplazský
- 2013 – dosud František Foltýn, současně farář tršický a doloplazský

## Bohoslužby
| Kostel                  | Místo       | Bohoslužba (den) | Hodina                          | Poznámka     |
| ----------------------- | ----------- | ---------------- | ------------------------------- | ------------ |
| svatého Jakuba Staršího | Velký Újezd | neděle čtvrtek   | 8.00 16.00 (zima)/ 17.30 (léto) | farní kostel |

## Aktivity farnosti
Ve farnosti se koná každoročně farní den a poutě. Od roku 2000 se farnost zapojila do akce tříkrálová sbírka, v roce 2017 se při ní vybralo 47 174 korun.
V letech 2004 až 2008 probíhala generální oprava střechy kostela. V následujících dvou letech byly pořízeny dva nové zvony.
Fara umožňuje ubytování pro děti a mládež s vedoucími (tábory, víkendové pobyty) i pro rodiče s dětmi.